# Francesco Di Vittorio
Francesco Di Vittorio o De Vittorio, al secolo Francesco Paolo Di Vittorio (Rutigliano, 29 ottobre 1882 – Maraş, 23 gennaio 1920), è stato un religioso italiano.
Missionario in Cilicia, fu trucidato insieme ad orfani armeni ed altri due compagni. 
La Chiesa cattolica lo ricorda come servo di Dio.

## Biografia
Nacque a Rutigliano, nell'odierna diocesi di Conversano-Monopoli il 29 ottobre 1882 da Luca e Antonia Rosa Marzovilla. Venne battezzato il 1º novembre 1882 nella collegiata di Santa Maria della Colonna e San Nicola dal parroco don Giovanni Vito Chiaia coi nomi di Francesco, Paolo, Nicola e Maria.
Il 13 marzo del 1884 ricevette la cresima da monsignor Casimiro Gennari, vescovo di Conversano, nella parrocchiale di Rutigliano ed ebbe per padrino il canonico don Pietro Losito. 
All'età di sei anni Francesco iniziò a frequentare la scuola del paese ove seguì i cinque anni dei corsi elementari, terminati i quali accettò di aiutare il papà nel lavoro in campagna. Grazie all'aiuto di padre Nunzio Del Vecchio scoprì la sua vocazione francescana ed il canonico don Giovanni Sonno lo preparò al ginnasio insegnandogli il latino. 
All'età di 11 anni lasciò la famiglia e partì con tre compagni verso la Terra santa; si trattava i futuri missionari padre Cleofa Lucarelli, padre Pietro Lamparelli, padre Luigi Grassi.
Nel 1893 lasciò definitivamente l'Italia dal porto di Napoli. Sbarcò a Giaffa e si diresse ad Emmaus dove attese gli studi classici nel locale ginnasio. Nel 1898 vestì l'abito francescano a Nazareth; a Betlemme compì gli studi liceali. 
Il 22 settembre 1906 fu ordinato sacerdote. Dopo un breve ritorno a casa fu destinato ad Alessandria d'Egitto.
Apprese le gravi condizioni in cui versava la comunità armena, il Custode di Terra Santa nel 1907 lo inviò a Maras odierna Kahramanmaraş perché imparasse la lingua e si erudisse circa i costumi locali. Nel 1911 fu nominato coadiutore parrocchiale e penitenziere in quella città. 
Nel 1914 fu inviato a Jenige-kale come superiore supplente e parroco della missione. 
Il 21 novembre dello stesso anno ebbe la nomina a responsabile della missione di Kars, grande centro tra Maras e Adana, ma con lo scoppio della prima guerra mondiale fu costretto a lasciare il paese e a fare ritorno in Italia; esonerato dal servizio militare come orfano di padre, fece ritorno in Egitto da Porto Said al Cairo. Fece così ritorno a Moudjouk Deresi nei pressi di Marash con due fratelli laici, l'ungherese Alfréd Dollencz (1853-1920) e Salvatore Sabatini di Pizzoli (1875-1920). Assieme ai due compagni fu ucciso il 27 gennaio 1920. Il loro martirio è messo in relazione con quello di P. Alberto da Cave, al secolo Francesco Nazzareno Amarisse, nato a Cave il 10 maggio 1874.
Secondo quanto affermato dai testimoni manoscritti:
«Allo scoppiare dei massacri del gennaio 1920 furono ospitati da un tale, Leuimen Oglu Alì, apparentemente amico, che mise a disposizione dei frati e dei bambini tutta la sua casa. In realtà Leuimen Oglu Alì non fece altro che ingannare i frati e i bambini che erano con loro, ed insieme ad altri carnefici, a colpi di fucili e revolver, trucidarono tutti i bambini e i tre frati. Non contenti di ciò, saccheggiarono la chiesa, l'ospizio e le case dei cristiani incendiando finalmente quanto restava. Molto probabilmente tutto questo accadde il 23 gennaio 1920. Il nostro glorioso concittadino Salvatore Sabatini, immolò la vita per Gesù Cristo e per difendere la vita di quei trenta orfanelli.»